# Carlos Oviedo Cavada
Carlos Oviedo Cavada O. de M., čilenski rimskokatoliški duhovnik, škof in kardinal, * 19. januar 1927, Santiago de Chile, † 7. december 1998, Santiago de Chile.

## Življenjepis
24. septembra 1949 je prejel duhovniško posvečenje. Med letoma 1949 in 1953 je študiral na papeški univerzi Gregoriana v Rimu. Študij je zaključil z doktoratom iz kanonskega prava.
21. marca 1964 je bil imenovan za pomožnega škofa Concepcióna in za naslovnega škofa Beneventuma; 7. junija istega leta je prejel škofovsko posvečenje.
25. marca 1974 je postal nadškof Antofagaste (ustoličen je bil 14. aprila istega leta), 4. maja 1974 apostolski administrator Calame (ustoličen je bil 2. junija istega leta in odstopil je 3. aprila 1976) in nadškof Santiaga de Chile (ustoličen je bil 22. aprila istega leta).
26. novembra 1994 je bil povzdignjen v kardinala in imenovan za kardinal-duhovnika S. Maria della Scala.
16. februarja 1998 je odstopil z nadškofovskega položaja.